# Premierzy Tybetu

## Przewodniczący Rady Ministrów Tybetu do 1952 (desi, pierwszy minister, przewodniczącyKaszagu)
- Sonam Czopel (1642–1657)
- wakat 1657–1660
- Trinlej Gjaco (1660–1668)

...
- Sangje Gjaco (1679–1703)
- Ngałang Rinczen (1703)
- Kancenas Sonam Gjalpo (1721–1727)
- wakat 1727–1862
- Łangczuk Gjalpo Szetra (1862–1864)
- wakat 1864–1907
- Czangkhyim (1907–1920)
- Paljor Dordże Shatra (1907–1923)
- Szolkhang (1907–1926)
- Silong Yakkyi Langdun (1926–1940)
- wakat 1940–1950
- Lobsang Taszi (1950–1952)
- Lukhangła (1950–1952)

## Premierzy Tybetu (Kalon Tripa) na emigracji 1959–2012
- Jangsa Cang (1959–1960)
- Zurkhang Ngałang Gelek (1960–1965)
- Shenkha Gurnej Topgjal (1965-1970)
- Garang Lobsang Rigzin (1970–1975)
- Kunling Woeser Gjalco (1975–1980)
- Wangue Dordże (1980–1985)
- Dżuczen Thupten Namgjal (1985–1990)
- Kelsang Yeshi (1990–1991)
- Gjalco Thondup (1991–1993)
- Tenzin Namgjal Tethong (1993–1996)
- Sonam Topgjal (1996–2001)
- Lobsang Tenzin (2001–2011)
- Lobsang Sangay (2011–2012)

## Przywódcy polityczni (sikjong) od 2012
- Lobsang Sangay (od 2012)